# Eilema lutarella
Manulea lutarella là một loài bướm đêm thuộc phân họ Arctiinae, họ Erebidae. Nó được tìm thấy ở Bắc Phi qua Trung Âu đền khu vực xung quanh the Amur River. Ở phía bắc, nó được tìm thấy đến tận Scandinavia.
Sải cánh dài 27–30 mm. Con trưởng thành bay từ tháng 7 đến tháng 8 tùy theo địa điểm.
Ấu trùng ăn lichen.

## Hình ảnh

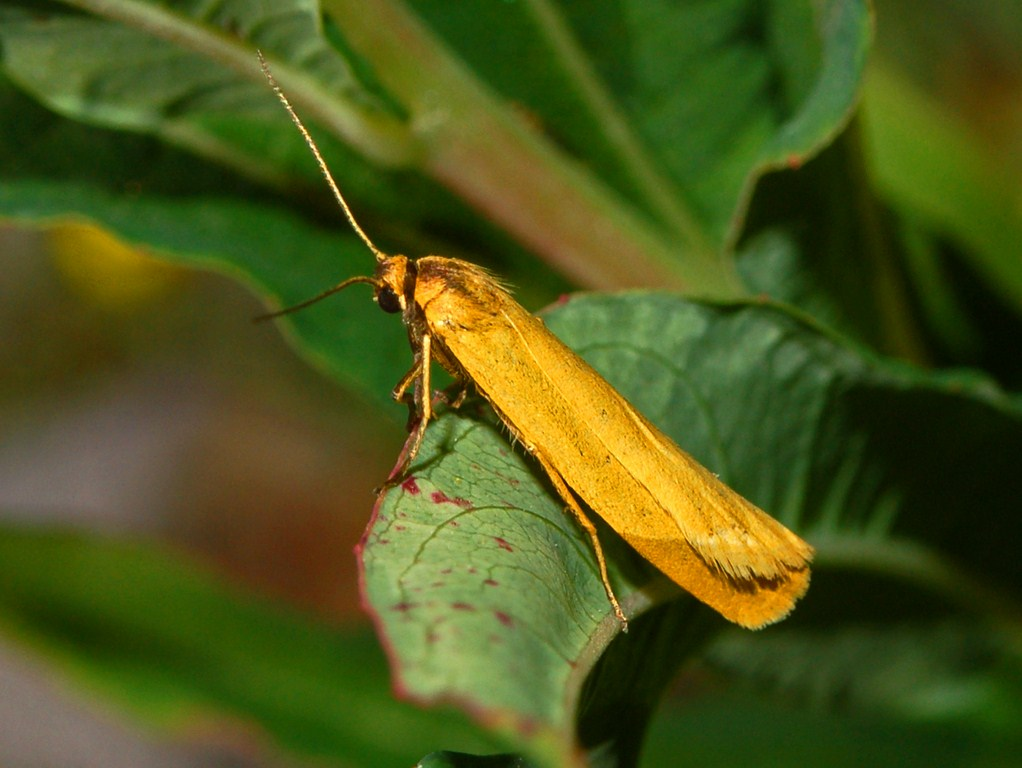
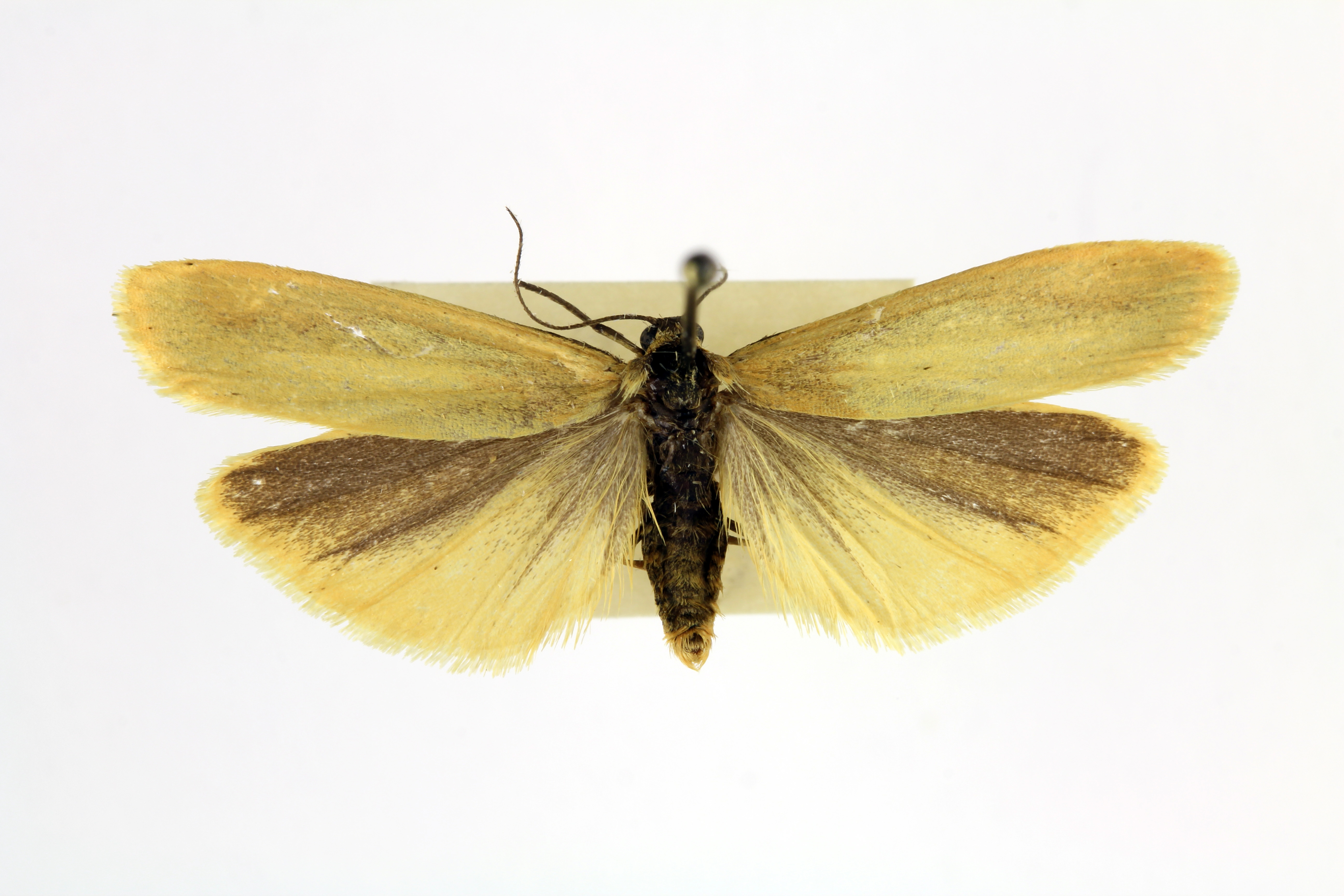
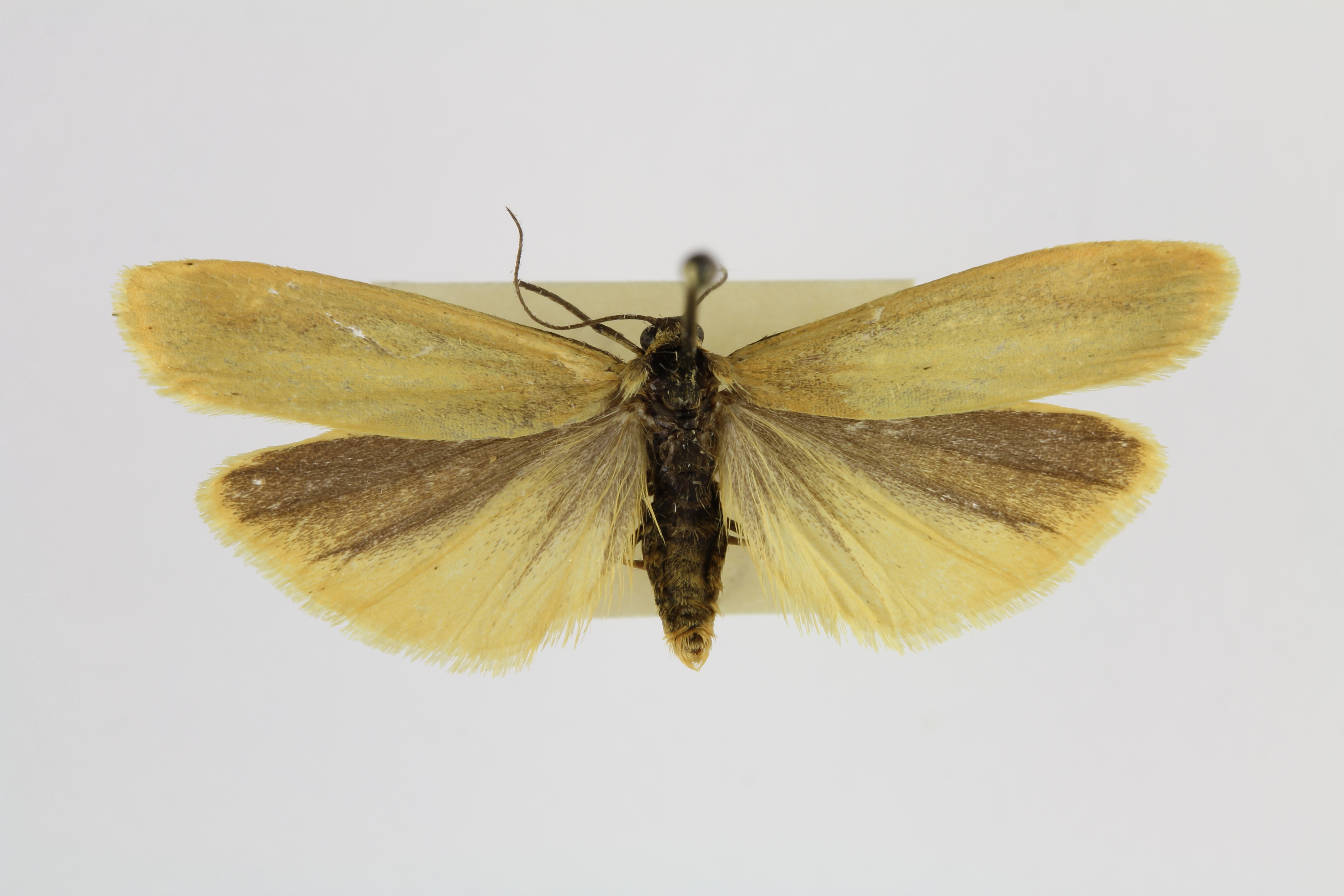